# John Cooke (Ruderer)
John Patrick Cooke (* 9. April 1937 in Ansonia, Connecticut, Vereinigte Staaten; † 26. Dezember 2005 in Ridgefield, Connecticut, Vereinigte Staaten) war ein US-amerikanischer Ruderer und Olympiasieger sowie Jugend-Fußballtrainer.

## Leben
In der High School spielte er Fußball und begann nach seiner Immatrikulation an der Yale University zu rudern und gehörte dem Sportteam der Universität – den Yale Bulldogs – an. Mit dem US-Team gewann er als 19-Jähriger bei den Olympischen Sommerspielen 1956 in Melbourne die Goldmedaille im Rudern (Achter). Danach Er wechselte 1956 zur juristischen Fakultät und graduierte 1959. Nach dem College diente er mehrere Jahre beim United States Marine Corps in Asien. Später arbeitete er für ein Luftfrachtunternehmen, engagierte sich in der Lokalpolitik und arbeitete als Jugend-Fußballtrainer.